# Synagoge von Gaza

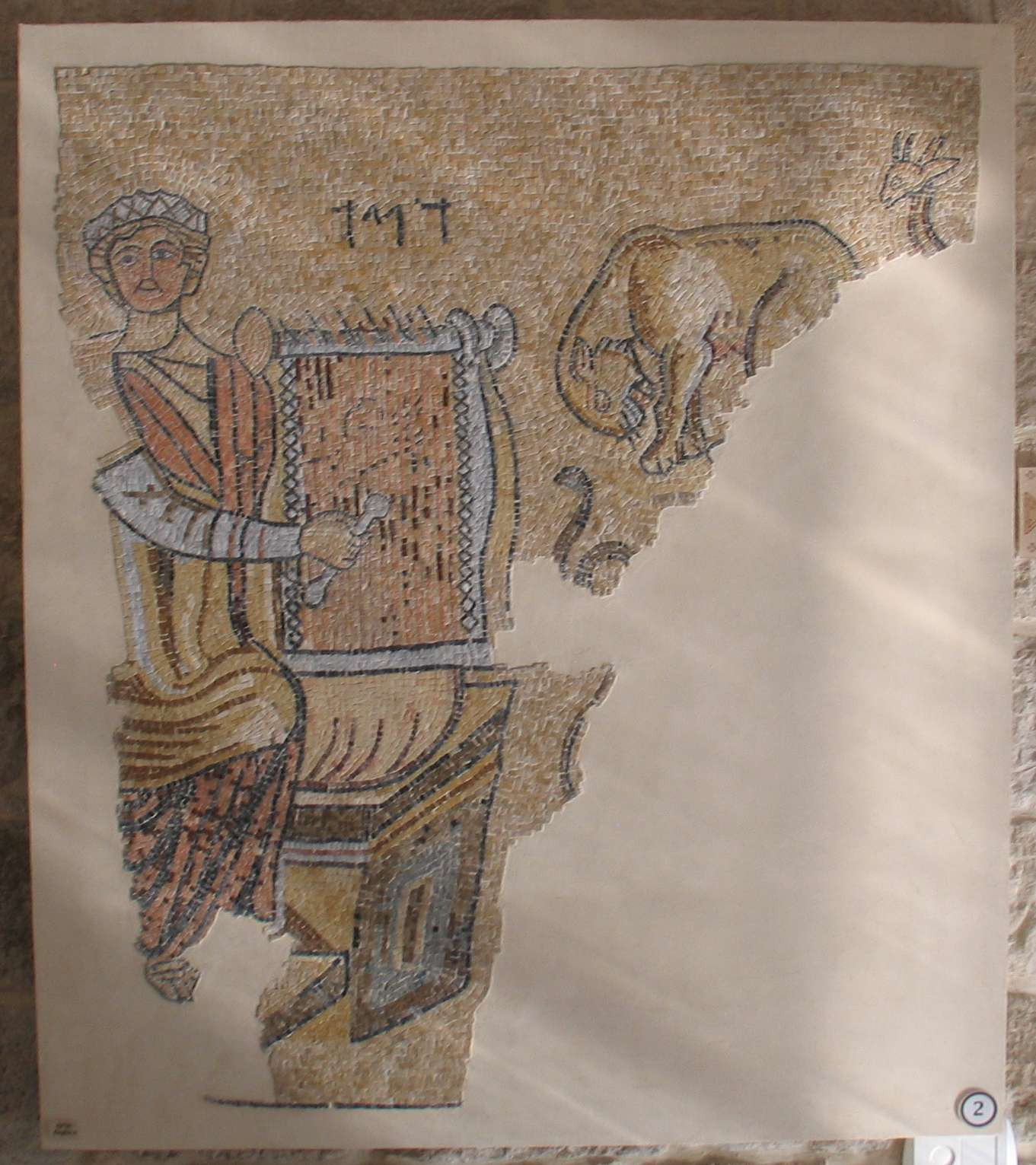
König David als Orpheus, Mosaik der antiken Synagoge von Gaza

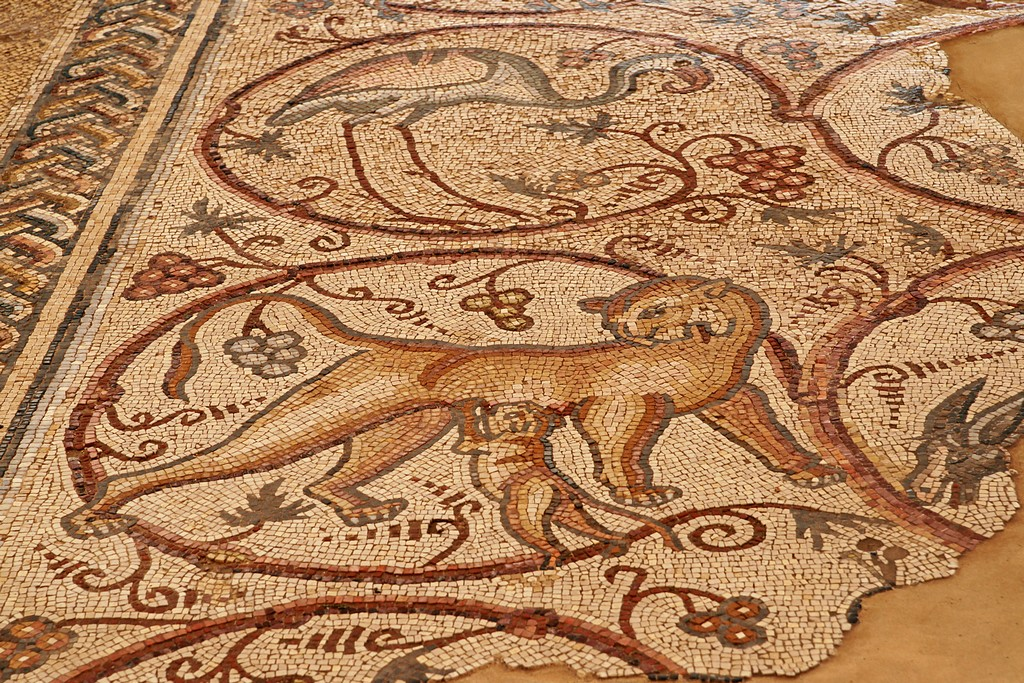
Detail des Tiermosaiks

Die Synagoge von Gaza war ein jüdisches Gebetshaus der frühbyzantinischen Zeit (6./7. Jahrhundert) in Gaza-Maiumas.
Es handelte sich um eine sehr repräsentative, fünfschiffige Basilika auf einer Grundfläche von 30 × 26 Metern, mit drei Eingängen im Westen und einer Apsis an der Ostwand.

## Entdeckung, Vandalismus, Restaurierung
Die ägyptische Altertümerverwaltung grub hier im Jahr 1965 und gab zunächst bekannt, auf eine Kirche gestoßen zu sein. Als israelische Archäologen 1967 zu Rettungsgrabungen eintrafen, fanden sie das Mosaik, das seit der Freilegung unbeaufsichtigt geblieben war, bereits durch Vandalismus schwer beschädigt vor. Insbesondere Davids Kopf und Hand waren zerstört worden. Die Reste des Mosaiks wurden gesichert und zur Restaurierung ins Israel Museum nach Jerusalem gebracht, wo sie Teil der Dauerausstellung wurden. Davids Gesicht ist eine Rekonstruktion, die mit Hilfe einer Fotografie angefertigt wurde. Heute werden die Fragmente des Gaza-Mosaiks im Museum des Guten Samariters nahe Maʿale Adummim gezeigt.

## Beschreibung der Mosaiken
Ursprünglich war der ganze Boden mit Mosaiken bedeckt, davon waren aber bei Entdeckung des Gebäudes nur mehr Reste im südlichsten Seitenschiff und im Mittelschiff erhalten.
Das Seitenschiff schmückte ein Tiermosaik, wobei Traubenranken eine Reihe von Medaillons mit exotischen Tieren wie Tiger, Flamingos, Giraffen und einem Zebra verbinden. Der Stil wurde von Michael Avi-Yonah mit dem der Synagoge von Maon (Nirim) und der Synagoge von Naaran verglichen. Eines der Medaillons enthielt eine Stiftungsinschrift, der zufolge Menachem und Isoyos, Söhne des Holzhändlers Isses, das Mosaik im Jahr 569 der Ära von Gaza (= 508 n. Chr.) stifteten.
Im Mittelschiff befand sich eine Darstellung des Kithara spielenden König David (identifiziert durch eine hebräische Beischrift: דויד). Er ist gekleidet wie ein byzantinischer Kaiser. Noch bemerkenswerter ist aber, dass die Ikonographie vom musizierenden Orpheus übernommen wurde. Von den um David versammelten und seinem Spiel lauschenden Tieren sind fragmentarisch erhalten: eine Löwin, eine Giraffe und eine Schlange. Rachel Hachlili zufolge zeigen die Mosaiken der Synagoge von Gaza Ähnlichkeiten mit den Mosaiken der byzantinischen Kirche von Jabaliyah, ebenfalls im Raum Gaza. „Werkstätten und Künstler arbeiteten für benachbarte Synagogen und Kirchen gleichermaßen und erfüllten so die Wünsche jüdischer wie christlicher Kunden. ... Gleiche Designs wurden hier wie dort verwendet, mit der Zugabe spezifischer Symbole für die jeweiligen Auftraggeber.“